# Sean Quinn
Sean Quinn (Los Angeles, 10 maggio 2000) è un ciclista su strada statunitense che corre per il team EF Education-EasyPost.

## Palmarès

### Strada
- 2019 (Hagens Berman Axeon, una vittoria)

1ª tappa Classic Redlands (Yucaipa > Yucaipa, cronometro)
- 2021 (Hagens Berman Axeon, una vittoria)

Clássica da Arrábida
- 2023 (EF Education-EasyPost, una vittoria)

2ª tappa Settimana Internazionale di Coppi e Bartali (Riccione > Longiano)
- 2024 (EF Education-EasyPost, una vittoria)

Campionati statunitensi, Prova in linea

#### Altri successi
- 2017 (Juniores)

Classifica giovani Tour du Pays de Vaud
- 2021 (Hagens Berman Axeon)

Classifica giovani Volta ao Algarve

## Piazzamenti

### Grandi Giri
- Tour de France

2024: 78º
- Vuelta a España

2023: 80º

### Classiche monumento
- Giro di Lombardia

2022: ritirato

### Competizioni mondiali
- Campionati del mondo

Bergen 2017 - In linea Junior: 108º
Innsbruck 2018 - In linea Junior: 10º
Fiandre 2021 - In linea Under-23: ritirato
Glasgow 2023 - In linea Elite: ritirato